# Yponomeuta sedella
Espèce
L’Hyponomeute de l'Orpin, Yponomeuta sedella (parfois aussi appelé Yponomeuta vigintipunctatus ou Y. vigintipunctata) est l'un des nombreux petits papillons de nuit de la famille des Yponomeutidae, appartenant au groupe des teignes.
C'est l'une des Yponomeutes (ou Hyponomeute) dont la chenille dite « fileuse » tisse des nids de toile de soie sur l'espèce-hôte (la plante qu'elle mange).
La chenille de cette espèce est monophage : elle ne mange que des orpins (Grand orpin principalement, dont le nom scientifique était Sedum telephium, actuellement Hylotelephium telephium).

## Description
À ne pas confondre avec :
- Yponomeuta cagnagella (Hübner 1813) ; espèce-hôte : fusain d'Europe ou parfois Bourdaine (Frangula alnus) ou Prunelier (Prunus spinosa)
- Yponomeuta evonymella[1] (Linnaeus 1758) ou « Yponomeute du putiet » dont les chenilles caractérisées par 5 rangées de points noirs se développent souvent sur le merisier à grappes ou plus rarement sur d'autres espèces de Prunus qu'elles tapissent d'un épais voile soyeux blanchâtre,
- Yponomeuta gigas      (Rebel 1892) ; espèce-hôte : Peupliers et notamment Populus alba.
- Yponomeuta irrorellus (Hübner 1796), qui se distingue par une très grosse macule au milieu de l'aile.
- Yponomeuta malinella qui est une espèce proche, à la biologie assez semblable.
- Yponomeuta mahalebella (Guénée 1845) ; espèce-hôte : faux merisier.
- Yponomeuta padella (Linnaeus 1758) ou  « Hyponomeute du cerisier » dont les chenilles se développent sur prunelier (Prunus spinosa), l'aubépine (Crataegus monogyna) et le sorbier des oiseleurs (Sorbus aucuparia). Les nids de toile de padella sont translucides et moins voyants que ceux d'evonymella[2].
- Yponomeuta plumbellus (Denis & Shiffermüller 1775) ou Hyponomeute du fusain ou Hyponomeute plombée qui est une espèce proche, à la biologie assez semblable, mais qui se distingue par 3 rangées de points noirs et une grosse macule (tache noire) dans le tiers basal de l'aile antérieure).
- Yponomeuta rorrella (Hübner 1796) ; espèce-hôte : saules (notamment Salix alba en Europe et plus particulièrement en Roumanie) et peupliers (en Russie notamment[3]).

La chenille ressemble à celle d'autres Yponomeutes et ne doit pas non plus être confondue avec celle de la petite tortue qui est également grégaire après être sortie de l'œuf et dont les couleurs peuvent évoquer celles des chenilles d'Yponomeuta mais elle est la seule qui se nourrisse sur l'orpin.

## Cycle de vie
- Deux générations par an, au lieu d'une chez les autres yponomeutes européens[4]
- La larve (chenille) se transforme au cours de quatre stades larvaires seulement, au lieu de 5 chez tous les autres ypomoneutes européens[4].

En Europe, il existe plusieurs parasitoïdes parasitant ces espèces ; des hyménoptères (petites guêpes), mais aussi des diptères (mouches). Dans les systèmes où la biodiversité est conservée, les phénomènes locaux d'invasion de ce type s'éteignent généralement d'eux-mêmes après un ou deux ans.
- Planche de photos de préparation de genitalia d'Yponomeuta pour observation au microscope, permettant de différencier : Y. evonymella, Y. padella, Y. malinellus, Y. cagnagella, Y. rorrella, Y. irrorella, Y. plumbella, Y. sedella (mis en ligne 2007/12/19, consulté 2009/06/07).